# Barry Pederson
Pour les articles homonymes, voir Pederson.
Barry Pederson (né le 13 mars 1961 à Big River dans la Saskatchewan au Canada) est un joueur professionnel de hockey sur glace. Il évoluait au poste de centre dans la Ligue nationale de hockey en Amérique du Nord.

## Carrière en club
Pederson a commencé en jouant dans la Ligue de hockey de l'Ouest pour les Cougars de Victoria avant de participer au repêchage d'entrée dans la LNH 1980 et d'être choisi par les Bruins de Boston en première ronde (18e choix). 
Au cours de sa première saison complète dans la LNH, il amasse 44 buts et 48 passes décisives puis dépasse les deux années suivantes les 100 points dans la saison (107 en 1982-1983, 5e place et 116 en 1983-1984, 6e place).
Cependant l'année d'après, il ne participe qu'à 22 matchs car il doit se faire opérer pour une tumeur bénigne. Il revient au jeu en 1985 mais le 6 juin, le président des Bruins, Harry Sinden, pense que Pederson ne retrouvera jamais son niveau et décide de l'échanger aux Canucks de Vancouver en retour de Cam Neely et d'un choix à la prochaine draft (Glen Wesley).
Au cours de la saison 1989-1990 de la LNH, il prend la direction des Penguins de Pittsburgh avec qui il gagne la Coupe Stanley en 1991.
En novembre de la même année, il retourne jouer à Boston après un passage de 5 matchs chez les Whalers de Hartford. Il met fin à sa carrière à la fin de l'année, ayant passé une bonne partie de son temps dans la Ligue américaine de hockey.
Depuis, Pederson a travaillé en tant que consultant pour New England Sports Network sur les matchs des Bruins.

### Statistiques de carrière
| Saison     | Équipe                 | Ligue      |     | Saison régulière | Saison régulière | Saison régulière | Saison régulière | Saison régulière |    | Séries éliminatoires | Séries éliminatoires | Séries éliminatoires | Séries éliminatoires | Séries éliminatoires |
| Saison     | Équipe                 | Ligue      | PJ  | B                | A                | Pts              | Pun              | PJ               | B  | A                    | Pts                  | Pun                  |                      |                      |
| 1976-1977  | Clippers de Nanaimo    | LHCB       | 64  | 44               | 74               | 118              | 31               |                  |    |                      |                      |                      |                      |                      |
| 1977-1978  | Clippers de Nanaimo    | LHCB       | 63  | 51               | 102              | 153              | 68               |                  |    |                      |                      |                      |                      |                      |
| 1977-1978  | Cougars de Victoria    | LHOC       | 3   | 1                | 4                | 5                | 2                |                  |    |                      |                      |                      |                      |                      |
| 1978-1979  | Cougars de Victoria    | LHOu       | 72  | 31               | 53               | 84               | 41               |                  |    |                      |                      |                      |                      |                      |
| 1979-1980  | Cougars de Victoria    | LHOu       | 72  | 52               | 88               | 140              | 50               | 16               | 13 | 14                   | 27                   | 31                   |                      |                      |
| 1980-1981  | Cougars de Victoria    | LHOu       | 55  | 65               | 82               | 147              | 65               | 15               | 15 | 21                   | 36                   | 10                   |                      |                      |
| 1980-1981  | Bruins de Boston       | LNH        | 9   | 1                | 4                | 5                | 6                |                  |    |                      |                      |                      |                      |                      |
| 1981-1982  | Bruins de Boston       | LNH        | 80  | 44               | 48               | 92               | 53               | 11               | 7  | 11                   | 18                   | 2                    |                      |                      |
| 1982-1983  | Bruins de Boston       | LNH        | 77  | 46               | 61               | 107              | 47               | 17               | 14 | 18                   | 32                   | 21                   |                      |                      |
| 1983-1984  | Bruins de Boston       | LNH        | 80  | 39               | 77               | 116              | 64               | 3                | 0  | 1                    | 1                    | 2                    |                      |                      |
| 1984-1985  | Bruins de Boston       | LNH        | 22  | 4                | 8                | 12               | 10               |                  |    |                      |                      |                      |                      |                      |
| 1985-1986  | Bruins de Boston       | LNH        | 79  | 29               | 47               | 76               | 60               | 3                | 1  | 0                    | 1                    | 0                    |                      |                      |
| 1986-1987  | Canucks de Vancouver   | LNH        | 79  | 24               | 52               | 76               | 50               |                  |    |                      |                      |                      |                      |                      |
| 1987-1988  | Canucks de Vancouver   | LNH        | 76  | 19               | 52               | 71               | 92               |                  |    |                      |                      |                      |                      |                      |
| 1988-1989  | Canucks de Vancouver   | LNH        | 62  | 15               | 26               | 41               | 22               |                  |    |                      |                      |                      |                      |                      |
| 1989-1990  | Canucks de Vancouver   | LNH        | 16  | 2                | 7                | 9                | 10               |                  |    |                      |                      |                      |                      |                      |
| 1989-1990  | Penguins de Pittsburgh | LNH        | 38  | 4                | 18               | 22               | 29               |                  |    |                      |                      |                      |                      |                      |
| 1990-1991  | Penguins de Pittsburgh | LNH        | 46  | 6                | 8                | 14               | 21               |                  |    |                      |                      |                      |                      |                      |
| 1991-1992  | Mariners du Maine      | LAH        | 14  | 5                | 13               | 18               | 6                |                  |    |                      |                      |                      |                      |                      |
| 1991-1992  | Whalers de Hartford    | LNH        | 5   | 2                | 2                | 4                | 0                |                  |    |                      |                      |                      |                      |                      |
| 1991-1992  | Bruins de Boston       | LNH        | 32  | 3                | 6                | 9                | 8                |                  |    |                      |                      |                      |                      |                      |
| Totaux LNH | Totaux LNH             | Totaux LNH | 701 | 238              | 416              | 654              | 472              | 34               | 22 | 30                   | 52                   | 25                   |                      |                      |